# Сеља Ахава
Сеља Ахава (фин. Selja Ahava; Хелсинки, 8. јул 1974), финска је књижевница, драматуршкиња и сценаристкиња. За своје писање је номинована и награђена са неколико награда, а преведена је на неколико језика.

## Биографија
Сеља Ахава је рођена 8. јула 1974. у Хелсинкију и живи у Порву и Берлину. Студирала је драматургију у Хелсинкију и Лондону. Удата је за писца Стефана Мостера и има двоје деце. Дебитовала је као романописац 2010. године и написала је сценарије за филм, радио и ТВ.

## Ауторство
У дебитантском делу Eksyneen muistikirja (Бележница изгубљенога) из 2010. године, главна јунакиња Ана је патила од губитка памћења и покушава да реконструише свој живот. У När saker faller från skyn (Ствари које падају с неба) из 2015. године, дешавају се невероватни догађаји који су приказани из перспективе детета: мајка умире, тетка постаје богата добивши два пута на лутрији, човека у неколико наврата погоди гром. Њен трећи роман из 2017. године Ennen kuin mieheni katoaa (Пре него што ми муж нестане) описује тугу и прераду жене након што је остављена и њену потрагу да га се сети. Роман је заснован на личном искуству, када јој је муж саопштио да остатак живота жели да проведе као жена.  Nainen joka rakasti hyönteisiä (Жена која је волела инсекте) приказује жену у 17. веку која је фасцинирана инсектима и кроз илустрације описује њихове фазе развоја од гусенице до лептира, чиме се развија као жена.
Неколико романа је номиновано за различите награде, укључујући и књижевну награду новина Helsingin Sanomats за Бележницу изгубљенога, Финландску награду и Рунебергову награду. За När saker faller från skyn (Ствари које падају с неба) ауторка је награђена Европском наградом за књижевност 2016. године, а роман је номинован и за најпрестижнију финску књижевну награду Финландиа. Номинована је и за награду Туленкантаја. За Nainen joka rakasti hyönteisiä (Ствари које падају с неба) је награђена са Tack för boken-medaljen.
Сеља Ахава је написала и сценарио за два филма, телевизијску серију и радио-драму, коју је и режирала.

## Награде и признања
- Награда Европске уније за књижевност, 2016.[7]
- Tack för boken-medaljen, 2021.[8]